# Gisa Sport-Prototipi
GISA o Gisa Sport-Prototipi es un fabricante italiano de automóviles prototipos deportivos de categoría CN destinados a campeonatos de Carrera de montaña y Sport prototipo. Su sede es en Sicilia.

## Historia
GISA nació en Biancavilla, una comuna en las laderas de Etna, en Sicilia. Fue fundada en 1991 debido a la voluntad y la pasión de Salvatore Giardina, después de una intensa actividad que maduró en el mundo de las competiciones, como conductor de automóviles de gran turismo y como preparador.

## Automóviles
Las autos GISA son biplazas y monoplazas, con un marco de acero rígido tubular semi-soportante cubierto con paneles de aleación de aluminio superligero o paneles de fibra de carbono moldeados. Las suspensiones delantera y trasera están formadas por triángulos superpuestos (Push Road) con amortiguadores y resortes producidos por la propia empresa; a pedido, así como con un motor de producción propia (GISA Engine), pueden combinarse con motores de varios fabricantes de automóviles (Alfa Romeo, BMW, Renault) y una caja de cambios secuencial Hewland FTR / JFR y controles del volante. Puede variar en la configuración convencional (Ant. 8.2 / 20.0-13 Post. 12.5 / 23.0-13), (Ant. 7.5 / 20.0-13 Post. 10.5 / 23.0-13) y radial (Ant. 195 / 530-13 Post. 290 / 570-13), (Ant. 195 / 530-13 Post. 250 / 570-13). El sistema de doble frenado generalmente consiste en pinzas de 4 pistones y discos delanteros y traseros autoventilados. El tanque de goma (FIA) Está disponible con 12 L de capacidad para competiciones cuesta arriba y 45 L para competiciones de pista.

## GISA Engine
El "motor GISA" actual tiene un peso total de 70 KG. Es un motor de 4 cilindros en línea con una cilindrada de 1570 cm³ que logra entregar 245 HP a un régimen máximo de 12100 revoluciones y 248 CV.